# Svoboda (loď)
Osobní loď Svoboda byla postavena v roce 1957 v loděnici Dopravního podniku města Brna (DPMB) pro lodní dopravu na Slapské přehradě.

## Historie
Do dodávce a úspěšném zahájení provozu dvou velkých dvoupalubových lodí v roce 1957, Družbě a Míru, objednala téhož roku Československá plavba labsko-oderská (ČSPLO) u brněnského dopravního podniku další dvě lodě stejného typu. Jednou z nich byla i Svoboda vyrobená a expedovaná ještě roku 1957. V roce 1958 byla nasazena do pravidelného provozu na vodní nádrži Slapy, kde od roku 1955 ČSPLO provozovala osobní lodní dopravu. Tři sesterské lodě zdě pluly společně pouze do roku 1960, kdy byla Družba převedena na Orlickou nádrž. Od 1. ledna 1961 převzal lodní dopravu na Slapech od ČSPLO Komunální podnik města Sedlčan, pod nimž Svoboda s Mírem sloužily společně do roku 1968. V květnu 1968 byla totiž Svoboda odprodána pražskému dopravnímu podniku, jehož závod Osobní lodní doprava od roku 1961 provozoval lodní dopravu na Vltavě v Praze. Zde se Svoboda naopak setkala s další tzv. „brněnkou“, konkrétně s lodí Solidarita z roku 1959.
Obě lodě se plavily po Vltavě v Praze a jejím okolí po hlavičkou Dopravního podniku do roku 1992, kdy ze závodu Osobní lodní doprava vznikla Pražská paroplavební společnost, svým názvem odkazující na stejnojmennou firmu z roku 1865. Svoboda byla na konci 90. let 20. století odstavena z provozu, později byla převezena do loděnice v Děčíně. V roce 2010 byla ve zchátralém stavu opět v Praze, kde v Podbabě čekala na celkovou opravu. Na přelomu roku 2013 a 2014 byla Svoboda rozhodnutím Pražské paroplavební společnosti poslána do šrotu.

## Konstrukce
Celková konstrukce Svobody vycházela z dvoupalubových lodí, které DPMB stavěl pro vlastní lodní dopravu na Brněnské přehradě. Konstruktéry plavidel, které DPMB postavil pro jiné provozovatele (celkem pět lodí jednoho typu), byli inženýr Frank a pražský loďař Adolf Špirk. Jednalo se o dvoupalubovou osobní motorovou loď. Vstupy do lodě se nacházely přibližně v polovině její délky, centrálním vstupním prostorem byla spodní uzavřená paluba rozdělená na dva salóny pro cestující. Nad vstupním prostorem se nacházela vyvýšená kormidelna. Po bocích v zádi lodi se nalézala dvě jednoramenná schodiště vedoucí na otevřenou horní palubu na střeše paluby spodní. Loď poháněl dieselový lodní motor Škoda 6L s výkonem 99,3 kW, jeho startování bylo řešeno stlačeným vzduchem z tlakové lahve. Původní obsaditelnost lodi činila 250 osob.